# Grup de pompare
Un grup de pompare este un ansamblu / agregat format dintr-o pompă acționată de un motor electric sau cu ardere internă al cărui scop este creșterea presiunii unui fluid.. Grupurile de pompare sunt folosite în industria alimentară, în industria grea, sunt folosite în agricultură pentru irigații sau pentru stingerea incendiilor.

### Standarde aplicabile
- ISO/IEC 37[2]
- ISO 11228-1[2]

### Principiu de funcționare
Grupurile de pompare standard pot genera o presiune cuprinsă între 50–5000 bar. Aceste presiuni se realizează cu ajutorul unor pistoane ceramice sau a unui ansamblu centrifugal. De aici rezultă și clasificarea pompelor de înaltă presiune în pompe cu pistoane sau pompe centrifugale.